# 小行星6714
小行星6714（英語：6714 Montreal）是一颗围绕太阳公转的小行星。1990年7月29日，亨利·E·霍爾特在帕洛马山发现了此天体。
这颗小行星的绝对星等为232.6696573163561等。